# Chuquiraga arcuata
Chuquiraga arcuata é uma espécie de planta com flor da família Asteraceae. É endêmica do Equador. Seu habitat natural é o matagal semi-árido ou subtropical. Está ameaçada por perda de habitat.